# Ornebius albalatus
Ornebius albalatus és una espècie de ortòpter de la família Mogoplistidae. És un insecte hemimetàbol amb aparell bucal mastegador i les potes posteriors molt desenvolupades i aptes per al salt. El nom científic de l'espècie va ser publicat per primera vegada per Tan & Kamaruddin el 2013.